# Polydora websteri
Polydora websteri är en ringmaskart som beskrevs av Hartman in Loosanoff och Engle 1943. Polydora websteri ingår i släktet Polydora och familjen Spionidae. Arten har ej påträffats i Sverige. Inga underarter finns listade i Catalogue of Life.